# Yversay
Yversay är en kommun i departementet Vienne i regionen Nouvelle-Aquitaine i västra Frankrike. Kommunen ligger i kantonen Neuville-de-Poitou som tillhör arrondissementet Poitiers. År 2022 hade Yversay 636 invånare.

## Befolkningsutveckling
Antalet invånare i kommunen Yversay
| Referens: INSEE |